# 24-es busz (Székesfehérvár)
A székesfehérvári helyi 24-es jelzésű autóbusz a Jancsár utca és a Zsolnai út / Nagyszombati út között közlekedik. A város legsűrűbben közlekedő autóbuszjárata. A viszonylatot a Volánbusz üzemelteti.

## Története
1976. október 3-án jött létre; gerincvonal, Székesfehérvár legnagyobb járatsűrűségével (a régi 3-as és 13-as vonalakat egyesíti magába). A Palotaváros és Tóvárós városrészek határán található Jancsár köz melletti végállomás és az öreghegyi (korábban szőlőhegyi) Zsolnai út végén található végállomás között közlekedik.
A '80-as években 10 percenként, azaz óránként 6 járattal közlekedett csúcsidőben. 24A és 24B jelzéssel léteztek betétvonalai az évtized folyamán, ezek azonban nem voltak hosszú életűek.
A '90-es évek eleji Pozsonyi úti közműépítés idején 24B és 24A vonalszámozással terelőúton közlekedett, az utóbbi variációból hozták létre véglegesen a 25-ös helyi autóbuszvonalat, mely azóta a kistestvéreként üzemel.
A 2000-es évek első felétől két, menetrendben nem meghirdetett betétjárata is közlekedett reggelente a Tóvárosi-lakónegyed és a Zsolnai út / Nagyszombati út, illetőleg a Pozsonyi út / Fiskális út és a Jancsár utca között.
2012. március 15-én nagy menetrendritkításon ment át: szabadnapokon munkaszüneti napokra érvényes menetrenddel közlekedett.
2013. július 1-jétől tanítási napokon is a tanszüneti menetrend érvényes. A reggeli csúcsidőben a túl nagy tömeg elkerülésére egy kiegészítő járat indul iskolai előadási napokon 7:20-kor a Zsolnai úti végállomásról.
A 2017. május 1-jén bevezetett menetrendi módosításnak köszönhetően szabadnapokon délelőtt félóránkénti indulással közlekedik újra a 24-es autóbusz, ahogy az a 2012. március 15-i járatritkításig volt.

## Útvonala
| Zsolnai út / Nagyszombati út felé | Jancsár utca felé |
| --- | --- |
| Jancsár utca vá. – Balatoni út – Jancsár köz – Horvát I. út – Széchenyi I. út – Vörösmarty M. tér – Budai út – Várkörút – Rákóczi F. út – Király sor – Géza út – Karinthy F. út – Pozsonyi út – Zsolnai út – Bányató – Zsolnai út / Nagyszombati út vá. | Zsolnai út / Nagyszombati út vá. – Zsolnai út – Bányató – Pozsonyi út – Karinthy F. út – Géza út – Király sor – Rákóczi F. út – Várkörút – Budai út – Vörösmarty M. tér – Széchenyi I. út – Horvát I. út – Jancsár köz – Bakony utca – Jancsár utca vá. |

## Megállóhelyei
| 0  | Jancsár utca végállomás                   | 25 | 10, 20, 22, 23, 23E, 25, 26, 26A, 29 8050, 8055, 8060, 8062, 8067, 8068, 8069, 8070, 8078                    | Jancsár Hotel                                                                     |
| 1  | Tóvárosi lakónegyed                       | 24 | 20, 22, 23, 23E, 25, 26, 26A                                                                                 | Tóvárosi Általános Iskola                                                         |
| 3  | Református Általános Iskola               | 22 | 11, 11A, 11G, 12, 12A, 12Y, 13, 13A, 13G, 13Y, 15, 15Y, 22, 23, 23E, 25, 26, 26A, 36, 37, 38, 40, 41, 43, 44 | Református templom, Talentum Református Általános Iskola, József Attila Kollégium |
| 5  | Zsuzsanna forrás                          | 20 | 23, 25, 33, 34, 35                                                                                           | Belvárosi I. István Szakközépiskola                                               |
| 7  | Áron Nagy Lajos tér                       | 18 | | Fehérvár Áruház, Fehérvári Civil Központ                                          |
| 9  | Széna tér                                 | 16 | 16, 17, 23, 25, 30, 31, 32, 33, 34, 35 16, 17, 23, 25, 30, 31, 32, 33, 34, 35                                | Jézus Szíve Templom, Széna téri Általános Iskola, E-ON Dél-Dunántúl               |
| 10 | Huba köz                                  | 15 | 16, 17, 25, 30, 31, 35                                                                                       |                                                                                   |
| 11 | Király sor / Géza utca                    | 14 | 16, 17, 25, 30, 31, 35                                                                                       |                                                                                   |
| 12 | Kisteleki utca / Géza utca                | 13 | 25, 35 | Hétvezér Általános Iskola                                                         |
| 14 | Kadocsa utca                              | 11 | 25 |                                                                                   |
| 15 | Karinthy tér                              | 10 | 25 |                                                                                   |
| 16 | Karinthy Frigyes utca                     | 9  | 25 |                                                                                   |
| 17 | Pozsonyi út / Fiskális út                 | 8  | 23, 23E, 25, 31, 31E                                                                                         |                                                                                   |
| 18 | Rozsnyói utca                             | 7  | |                                                                                   |
| 19 | Zobori út                                 | 6  | |                                                                                   |
| 20 | Bajmóci utca                              | 5  | | Kossuth Lajos Általános Iskola                                                    |
| 22 | Farkasdi utca                             | 3  | |                                                                                   |
| 23 | Bányató                                   | 2  | | Bánya-tó                                                                          |
| 24 | Lomnici utca / Zsolnai út                 | 1  | |                                                                                   |
| 25 | Zsolnai út / Nagyszombati utca végállomás | 0  | |                                                                                   |